# Вербисты
Верби́сты (лат. Societas Verbi Divini, SVD), Общество Слова Божьего — католическая монашеская конгрегация, основанная в 1875 году в деревне Стейл в общине Венло в Нидерландах святым Арнольдом Янссеном.

## Деятельность
Главное направление деятельности вербистов — миссионерская деятельность. Также конгрегация издаёт христианскую литературу, её члены работают в сфере христианского образования.
В 2018 году в конгрегации состояли 6 005 монахов, из них 4 185 священников. Вербистам принадлежит 329 монашеских обителей в 67 странах. В 2018 году Генеральным Настоятелем Общества был избран Пауль Буди Кледен.

## История
Общество было основано священником А. Янссеном 8 сентября 1875 года как миссионерская организация, ставящая своей целью евангелизацию народов. В первое десятилетие вербисты существовали как объединение священников и мирян, причём жизнь мирян в обществе регулировалась уставом доминиканских терциариев. Начиная с 1884 года, общество Слова Божия было преобразовано в монашескую конгрегацию, члены которой должны были приносить монашеские обеты. Устав конгрегации утверждён Святым престолом в 1905 году.
В начале XX века вербисты насчитывали более 2 тысяч человек. Первая миссия была основана в 1882 году в Южном Китае. На стыке веков Общество организовало несколько миссий в Южной Америке, Африке, Новой Гвинее, на Филиппинах и в Японии. В 1920 году вербистами была организована специальная семинария на юге США для афроамериканцев.
Вербисты занимались наукой, главным образом, этнографией и антропологией. Видный вклад в науку внёс входивший в число вербистов австрийский этнограф Вильгельм Шмидт, был основан Антропологический институт в Швейцарии.
В начале 20-х годов XX века вербисты принимали участие в оказании помощи, которую Святой Престол оказывал голодающим Поволжья. С восстановлением в 1990-х годах в России нормального функционирования Католической церкви вербисты возобновили здесь миссионерскую деятельность. В 1994—2000 годах Апостольским нунцием в России был вербист Джон Буковски, одним из первых российских епископов Ежи Мазур. Вербисты окормляют приходы в Иркутске, Благовещенске, Свободном, Вологде, Тамбове, Волгограде, Архангельске, Ярославле, Костроме. В Москве вербисты служат в приходе святой Ольги, в Санкт-Петербурге — в возвращённом Церкви в 2002 году храме Посещения Пресвятой Девой Марией праведной Елизаветы. В Белоруссии вербисты работают в Барановичах (Брестская обл.) и других окрестных приходах.